# Who's the Enemy?
Who's The Enemy?(ou Quem é o inimigo?) é uma canção de Hip hop alternativo anti-guerra do californiano artista / compositor Ithaka e do rapper brasileiro e autor, Gabriel o Pensador. A música foi originalmente incluída no álbum, Recorded In Rio, lançado pela primeira vez em associação com a Blitz Magazine (Portugal) em 2004.
Mais tarde, seria apresentado na trilha sonora do filme Lost Jewel Of The Atlantic de 2006, dirigido por Jacob Holcomb e produzido pela World Surfing Reserves. A música promove a paz mundial, contendo referências líricas ao ex-presidente dos EUA George W. Bush, à Guerra Fria e aos ditadores globais.   

## Gravação
Sonicamente, quem é o inimigo? foi programado e pré-produzido no início de 2003 por Ithaka on Reason (software) em seu laboratório de som, Coffin Alley Studios em Los Angeles. Ele então se mudou por vários meses para o Rio de Janeiro (a cidade natal de Gabriel o Pensador) para gravar seu álbum inteiro, Recorded In Rio no Studio Monoaural. Lá no Rio, sua demonstração digital foi recriada e ampliada com instrumentos ao vivo com a ajuda da produtora Berna Ceppas.
Ithaka já havia convidado o amigo Gabriel o Pensador para participar da faixa liricamente e vocalmente, mas não havia sido decidido qual música específica. A maioria dos cadernos líricos de Ithaka era cheia de uma série de canções pessoais de contos e Gabriel, um rapper superstar e autor premiado com o Jabuti, conhecido por suas letras intelectuais e orientadas socialmente, desejava fazer algo mais inclusivo do mundo atual. eventos daquele tempo. Gabriel então viu as letras ásperas de Who's The Enemy? no fichário lírico. Eles tinham sido vagamente baseados em uma música anterior de Ithaka intitulada "Erase The Slate Of Hate", que apresentava o pioneiro do hip hop Tuga, General D, e apareceu no álbum de 1995, Flowers And The Color Of Paint.
Com a situação política global parecendo inalterada em 2003 desde a gravação de Erase The Slate Of Hate em 1995, Ithaka queria reler o mesmo assunto oito anos depois e estava planejando fazer uma variação da música do novo álbum. Gabriel, viu o que ele estava procurando na música e foi decidido que ele iria contribuir com vocais e letras para fazer uma música totalmente nova.
Este ponto, a faixa teve uma linha de baixo Razão, programada digitalmente por Ithaka, e Gabriel convidou seu amigo e produtor de início de carreira, Liminha, um célebre baixista, para aperfeiçoar-se com um instrumento ao vivo. Além de ser ex-membro do grupo de rock psicodélico, Os Mutantes, Liminha, gravou e tocou com a Nação Zumbi, Ed Motta, Gilberto Gil, Caetano Veloso, etc. Ele é o vencedor do Grammy de Melhor Música Contemporânea do Mundo. Álbum e três Prêmios Grammy Latinos de Melhor Álbum de rock brasileiro, Álbum popular brasileiro de Melhor Música, Melhor Álbum Pop Contemporâneo em Língua Portuguesa.
Somente depois que o contrabaixo de Liminha foi montado na pista, Gabriel gravou seus vocais. A música é significativa no mercado de música, a primeira vez e a música em inglês que é célebre e superstar gravou até o momento.
Jeferson "Jefinho" Victor (um músico com o compositor Arto Lindsay) foi nomeado para fornecer melodias ao vivo de flugelhorn e partes de trompete. E finalmente, o DJ Negra da banda brasileira de reggae / rock O Rappa, telas recentes de percussão com o vinil Coçar e o Berimbau.   
A música foi inicialmente mixada por Daniel Carvalho e Fabiano Franco no STudio Monoaural. E mais tarde em Los Angeles, edição adicional, mixagem e masterização foram feitas no Faith Recording Studios por Conley Abrams III e Ithaka. 
O álbum que quem é o inimigo? apareceu pela primeira vez no chamado, Recorded In Rio foi lançado como um suplemento comprável com Blitz (revista) em Portugal. Era um território onde tanto Ithaka e Gabriel eram artistas visíveis. Ithaka viveu e gravou lá entre 1992 e 1998 e foi nomeada para um total de nove Blitz Music Awards e outros prêmios. E Gabriel, sendo uma figura de alto perfil do hip hop brasileiro, tinha excursionado frequentemente em Portugal desde 1993, já tendo várias faixas de gráficos na rádio portuguesa. Por causa desses fatores, "Quem é o inimigo?" tinha uma quantidade moderada de tempo de transmissão por rádio.  

## Lost Jewel Of The Atlantica
Jóia Perdida Do Atlântico
Em 2006, Who's The Enemy? apareceu no documentário de surf ambiental intitulado "Lost Jewel Of The Atlantic". O projeto foi dirigido e editado por Jacob Holcomb e produzido pelo surfista / ativista Will Henry para a World Surfing Reserves, uma divisão da Save The Waves (EUA). Estreou no Festival de Cinema de Santa Cruz na segunda-feira, 8 de maio de 2006. Desconhecendo os produtores do filme, manchetes apareceram nos jornais da ilha da Madeira no dia seguinte, com uma leitura de “Filme documenta a luta para salvar o surf de investidores ansiosos e um governo corrompido.” 
A cobertura noticiosa provocou reações iradas de muitos dos líderes políticos da Madeira, que prometeram processar judicialmente os responsáveis pela produção do filme, como criminosos. Manuel Santos Costas, porta-voz do gabinete do presidente madeirense, Alberto João Jardim, prometeu dar “medidas adequadas para defender a honra e o bom nome da região, da sua população e do seu presidente. Apesar dos protestos do governo de direita na ilha, o filme estreou em setembro de 2006 no cinema Cinemax, no Funchal, na ilha. Foi o filme mais rentável que o teatro viu em vários anos e que depois apareceu nos cinemas de Portugal continental.  

## Associação pessoal
Ithaka Darin Pappas, que havia sido um dos primeiros fotógrafos de artistas de hip hop da costa oeste dos Estados Unidos, como Eazy E, NWA, Ice Cube, Low Profile, etc. para a Priority Records e Quality Records, havia se mudado para Lisboa, Portugal, em 1992. Lá ele teve um trabalho esporádico com a revista de música Super Som, publicada pela Editora Abril. Na época, havia pouco ou nenhum hip hop em Portugal e Gabriel já teve um grande sucesso no Brasil com "Tô Feliz (Matei o Presidente)". Uma turnê de quatro cidades em Portugal foi organizada para o Gabriel o Pensador, para apresentar o hip hop à pátria, e quando Ithaka ouviu sobre isso, ele pediu à revista que o designasse para cobrir um dos shows como fotojornalista. Eles se recusaram categoricamente, afirmando que o hip hop era "uma moda passageira e não tinha lugar real na revista". Mas sem ser enaltecido, Ithaka chegou ao hotel do artista algumas horas antes do concerto, e se apresentando como o fotógrafo de hip-hop foi capaz de sugerir uma sessão de fotos. Lá, em uma sala de banquete vazia do hotel com sua comitiva nas proximidades, Ithaka fotografou Gabriel de dezenove anos em uma cadeira de rodas. Ele havia quebrado a perna alguns dias antes de jogar futebol. As imagens incomuns de um rapper em uma perna inteira em uma cadeira de rodas acabaram sendo um pôster dobrável na mesma revista que se recusou a reservar uma sessão de fotos com o artista. 
Gabriel O Pensador e Ithaka não trocaram números de contacto na sessão de fotos ou após o concerto, mas ironicamente cruzaram-se alguns dias depois, surfando na Praia do Guincho, a cerca de 20 quilómetros de Lisboa. Era incomum na época para as pessoas associadas ao hip hop também estarem envolvidas com o surf. Os dois se tornaram amigos.
Anos depois, enquanto Ithaka visitava Gabriel o Pensador e sua família no Brasil, Gabriel sugeriu a ideia de Ithaka de gravar um disco lá no Rio de Janeiro. Alguns anos depois, depois de uma introdução à produtora Berna Ceppas, um novo álbum de quinze pistas finalmente começou a se materializar incluindo a música Who's The Enemy? 